# チョッパー☆チョッパー/サバイバルガールズ
「チョッパー☆チョッパー/サバイバルガールズ」は、女性アイドルグループ、アップアップガールズ（仮）の2012年12月5日に発売されたシングルである。アップフロントワークスからT-Palette Recordsへの移籍後1枚目のシングルであり、通算8枚目のシングルである。

## 背景、リリースの発表
2012年9月2日、アップアップガールズ（仮）は初の単独ライブアップアップガールズ（仮） 1st LIVE 代官山決戦（仮）を代官山UNITにて開催し、タワーレコードのアイドル専門インディーズレーベルT-Palette Recordsに参加することをサプライズで発表した。この時点では、2012年の年末にシングルを発売し、その時点よりT-Palette Recordsに参加するという予定が発表されていた。
11月8日、T-Palette Recordsはアップアップガールズ（仮）が12月5日に移籍後初のCDシングル「チョッパー☆チョッパー/サバイバルガールズ」をリリースすることを発表した。

## 音楽性
「チョッパー☆チョッパー」は、2012年にリリースされたアップテンポな曲「アッパーカット!」「UPPER ROCK」よりさらにテンションの高い曲である。曲中には、タワーレコードのキャッチコピーである「NO MUSIC, NO LIFE.」を言い換えた「NO MUSIC!! NO IDOL!!」というコール＆レスポンスが含まれている。曲調は「BPM早めのアッパーかつポップな」ものとなっている。
「サバイバルガールズ」は、マイナー調の曲であり、歌詞に「攻めて」とあるように、アップアップガールズ（仮）らしい攻め曲である。鈴木亮一は「EDM調のクールかつ激しいサウンド」と評している。

## 録音、リリース、ミュージック・ビデオ
2012年10月27日、「チョッパー☆チョッパー」のレコーディングが行われた。12月3日には、iTunes Store等で配信が開始され、12月5日にCDシングルが発売された。翌2013年8月3日には「チョッパー☆チョッパー」を収録した配信限定アルバム『夏フェス参戦記念!8/3「ROCK IN JAPAN FESTIVAL 2013」セットリストアルバム』の配信が始まった。翌2014年2月19日には「チョッパー☆チョッパー」「サバイバルガールズ」を収録したアルバム『セカンドアルバム（仮）』が発売された。同アルバムの初回限定盤のDisc2には「チョッパー☆チョッパー（PandaBoY Remix）」が収録されている。
「チョッパー☆チョッパー」は、ライブver.のプロモーションビデオが制作されている。このPVはアップアップガールズ（仮）にとって初のPVである。同プロモーションビデオは、11月28日公開の上々少女's #45で公開され、11月30日にはYouTubeで公開された。

## アートワーク
2012年10月14日、CDシングルのジャケット写真の撮影が行われた。場所はタワーレコード新宿店のアップアップガールズ（仮）のコーナー・7階のタワーレコードの看板前・天井の看板の下である。天井の看板の下ではソロ撮影とグループでの撮影が行われ、グループでの撮影は「メンバー全員がカメラを囲んで 覗き込みながら」行われた。また、この撮影はタワーレコード新宿店の企画『NO MUSIC, NO IDOL?』のポスターの撮影でもあった。

## ライブ・パフォーマンス
11月11日に竹中夏海による「チョッパー☆チョッパー」のダンスレッスンが行われた。11月17日、アップアップガールズ（仮）の佐保明梨・関根梓・新井愛瞳がCBCラジオの『ザ・土曜天国』にゲスト出演し「チョッパー☆チョッパー」が初OAされた。翌18日、アップアップガールズ（仮）はSOUND MUSEUM VISIONにて「アップアップガールズ（仮）」第38回公演 - 第40回公演を開催し、チョッパー☆チョッパーを初披露した。
11月20日、「サバイバルガールズ」のダンスレッスンが行われ、11月23日にはLIVE GATE TOKYO（恵比寿LIVE GATE）にて行われたイベント「LIVE GATE Music Awards」に出演し、「サバイバルガールズ」を初披露した。

### 発売記念行脚（仮）
「チョッパー☆チョッパー/サバイバルガールズ発売記念行脚（仮）」と題し、12月4日より8日まで当シングルCDの発売記念イベントが行われた。初日である12月4日はダイバーシティ東京のガンダム広場で行われ、金色の長袖の新衣装を披露した。5日はタワーレコード渋谷店の「CUTUP STUDIO」で行われ、12月4日付のタワーレコードのインディーズチャートで1位となったことが発表された。6日はサンシャインシティアルパの噴水広場で行われ、6月に同所で行われたイベントにおいてメンバー全員で初披露した「アッパーカット!」を再び披露した。7日はトヨタ自動車の展示ショールームであるMEGAWEBで行われ、トヨタ「ヴェルファイア G'z」のプレゼンを行った。8日はタワーレコード新宿店と町田ターミナルプラザ駅前広場で行われた。

## シングル収録曲
| #         | タイトル                                | 作詞      | 作曲      | 編曲      | 時間  |
| --------- | --------------------------------------- | --------- | --------- | --------- | ----- |
| 1.        | 「チョッパー☆チョッパー」               | PandaBoY  | PandaBoY  | PandaBoY  | 4:26  |
| 2.        | 「サバイバルガールズ」                  | michitomo | michitomo | michitomo | 3:58  |
| 3.        | 「チョッパー☆チョッパー(Instrumental)」 |           |           |           | 4:26  |
| 4.        | 「サバイバルガールズ(Instrumental)」    |           |           |           | 3:56  |
| 合計時間: | 合計時間:                               | 合計時間: | 合計時間: | 合計時間: | 16:48 |

## リリース日一覧
| 地域 | リリース日    | レーベル          | 規格                   | カタログ番号 |
| ---- | ------------- | ----------------- | ---------------------- | ------------ |
| 日本 | 2012年12月3日 | T-Palette Records | デジタル・ダウンロード | -            |
| 日本 | 2012年12月5日 | T-Palette Records | マキシシングル         | TPRC-0026    |